# Fusil anti-matériel

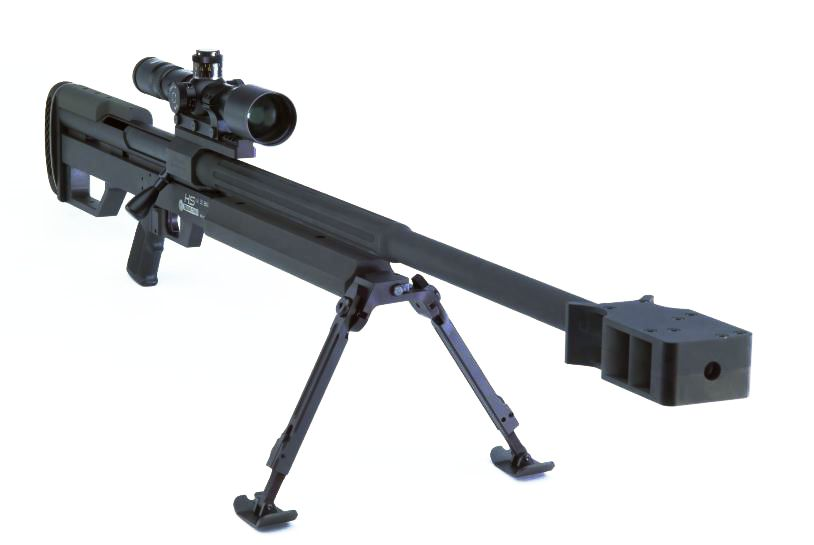
Un fusil anti-matériel Steyr HS .50 avec lunette de visée télescopique.

Un fusil anti-matériel est un fusil conçu pour être utilisé contre des équipements militaires (« matériel ») plutôt que contre des humains (« anti-personnel »).
Ils sont conçus pour utiliser des balles de gros calibre ou explosives, dans le but de détruire des véhicules tels que des chars et des transports de troupes blindés.
Leur efficacité a diminué depuis les guerres mondiales, à mesure que le blindage des véhicules s'est amélioré. Dans la guerre moderne, leur utilisation principale est de détruire des véhicules légèrement blindés, des structures et des munitions non explosées.
Le fusil antichar est une sous catégorie du fusil anti-matériel.